# George al II-lea, Prinț de Waldeck și Pyrmont
George al II-lea, Prinț de Waldeck și Pyrmont (germană Georg Friedrich Heinrich Fürst zu Waldeck und Pyrmont;  20 septembrie 1789 – 15 mai 1845) a fost Prinț de Waldeck și Pyrmont din 1813 până în 1845.
A fost fiul lui George I, Prinț de Waldeck și Pyrmont și a Prințesei Augusta de Schwarzburg-Sondershausen.

## Căsătorie și copii
S-a căsătorit la 26 iunie 1823 la castelul Schaumburg cu Prințesa Emma de Anhalt-Bernburg-Schaumburg, fiica lui Victor al II-lea, Prinț de Anhalt-Bernburg-Schaumburg-Hoym. George și Emma au avut cinci copii:
- Augusta (1824–1893), căsătorită cu contele Alfred de Stolberg-Stolberg
- Joseph (1825–1829)
- Hermine (1827–1910), căsătorită cu Prințul Adolf I George de Schaumburg-Lippe
- George Victor (1831–1893), căsătorit cu Prințesa Elena de Nassau și a doua oară cu Prințesa Louise de Schleswig-Holstein-Sonderburg-Glücksburg; a fost tatăl reginei Țărilor de Jos și bunicul reginei Wilhelmina.
- Walrad (1833–1867)